# Moro (Oregon)
Moro – miasto w Stanach Zjednoczonych, w stanie Oregon, siedziba administracyjna hrabstwa Sherman.